# Loita Armada Revolucionaria
Loita Armada Revolucionaria (LAR) fou una organització armada de l'esquerra independentista gallega considerada terrorista per l'Estat espanyol.

## Història
Vinculada al Partido Galego do Proletariado i a l'organització Galicia Ceibe-OLN, realitzà la seva primera acció el 28 de juliol de 1978, amb la cremada d'uns camions a Santiago de Compostel·la. Poc després intentà assaltar, sense èxit, un polvorí a Noia, realitzà també altres accions armades, les més conegudes foren el robatori d'una sucursal de la Caixa de Aforros de Ourense, atribuïda a Antón Arias Curto i la col·locació d'explosius a les obres d'Autopistas del Atlántico (17 de setembre de 1979).
El setembre de 1980 una operació policíaca desarticulà l'organització, sent detingudes 16 persones acusades de "constituir un grup armat que persegueix la independència de Galícia". Els detinguts foren: Xosé Cid Cabido, Antón Arias Curto, José Luis Nieto Pereira, Francisco José Atanes Gomes, Xosé Luís Méndez Ferrín, Arturo Esteves Rodrigues, Antom Bértolo Losada, Modesto Romám Gonçalves, Manuel Pousada Covelo, José Luís Villaverde Varela, Xosé Patricio Recamám, Luciano Prego Sanxurxo, Edelmiro Domingues, Fernando Eiras Fernandes, Luís Calvar Puga i Alberte Lama Couso. La resta dels seus militants es refugiaren a Portugal. Als detinguts se'ls va aplicar la llei antiterrorista en vigor. Després d'aquest període Manuel Pousada Covelo i José Luís Villaverde Varela foren alliberats sense càrrecs. La resta dels detinguts ingressaren en presons de Galícia, però posteriorment foren recol·locats primer a Madrid i després a Segòvia.
El cop policial tingué com a conseqüència la fundació de les Xuntas Galegas pola Amnistía (XUGA), organització antirepressiva que té com a objectiu la defensa dels drets dels presos, especialment contra la política de dispersió.
El 1981 es produïren diverses excarceracions, restant presos solament Nieto Pereira, Xosé Cid Cabido, Antón Arias Curto, Edelmiro Domingues, Francisco Atanes i Arturo Esteves. El judici contra LAR es va dur a terme l'abril de 1982, a l'Audiència Nacional d'Espanya a Madrid i amb la condemna en ferm de Recamán, Atanes Gomes, Nieto Pereira, Xosé Cid Cabido i António Árias Curto.
El 1983 un indult del govern del PSOE, sol·licitat pels mateixos presos, posà en llibertat als tres últims reclusos que quedaven. El 1984 l'organització es va dissoldre formalment.